# Kelvin Jack
Kelvin Kyron Jack (Trincity, Trinidad y Tobago, 29 de abril de 1976) es un exfutbolista trinitense que jugaba en la posición de guardameta.

## Clubes
| Club                                  | País              | Año       |
| ------------------------------------- | ----------------- | --------- |
| Trincity United                       | Trinidad y Tobago | 1994-1996 |
| Joe Public Football Club              | Trinidad y Tobago | 1997      |
| Yavapai Roughriders                   | Estados Unidos    | 1997-1998 |
| VCU Rams                              | Estados Unidos    | 1999      |
| Doc's Khelwalaas                      | Trinidad y Tobago | 1999-2000 |
| W Connection                          | Trinidad y Tobago | 2000      |
| San Juan Jabloteh                     | Trinidad y Tobago | 2001-2003 |
| Reading Football Club                 | Inglaterra        | 2004      |
| Dundee Football Club                  | Escocia           | 2004-2006 |
| Gillingham Football Club              | Inglaterra        | 2006-2008 |
| Southend United Football Club         | Inglaterra        | 2010      |
| Darlington Football Club              | Inglaterra        | 2010-2011 |
| Kettering Town Football Club (cedido) | Inglaterra        | 2010-2011 |
| Hornchurch F.C.                       | Inglaterra        | 2011      |
| Maidstone United Football Club        | Inglaterra        | 2011      |
| Kettering Town Football Club          | Inglaterra        | 2012      |